# Ahmed Musa
Ahmed Musa (ur. 14 października 1992 w Dżos) – nigeryjski piłkarz, występujący na pozycji napastnika w nigeryjskim klubie Kano Pillars oraz w reprezentacji Nigerii. Zwycięzca Pucharu Narodów Afryki 2013. Brązowy medalista Pucharu Narodów Afryki 2019.
W swojej karierze występował m.in. w takich klubach jak: CSKA Moskwa, Leicester City, Al-Nassr, VVV-Venlo, Kano Pillars czy Sivasspor

## Kariera klubowa
Nigeryjczyk jest wychowankiem JOS UTH.
Latem 2009 roku został piłkarzem Kano Pillars, gdzie w ciągu roku gry zdobył 18 goli i został królem strzelców ligi nigeryjskiej. Sukces ten zwrócił uwagę skautów holenderskiego Venlo, dokąd trafił w październiku 2010, tuż po ukończeniu pełnoletności. W styczniu 2012 został piłkarzem CSKA Moskwa, które wydało na jego zakup 5 milionów euro.
W rosyjskim zespole pierwotnie pełnił funkcję lewego skrzydłowego, ale wraz z odejściem Seydou Doumbi został przestawiony na pozycję napastnika. Po owocnych czterech latach w klubie, w trakcie których trzy razy został mistrzem kraju, zmienił zespół na angielskie Leicester City. Jego pobyt w Anglii okazał się nieporozumieniem, a Musa po raz kolejny przywdział koszulkę CSKA, wędrując tam na półroczne wypożyczenie w styczniu 2018 roku.
Latem 2018 roku został piłkarzem saudyjskiego Al-Nassr, gdzie grał do października 2020, kiedy klub zdecydował się na rozwiązanie kontraktu z piłkarzem.

## Kariera reprezentacyjna
W pierwszej reprezentacji Nigerii zadebiutował jako siedemnastolatek w spotkaniu przeciwko Madagaskarowi.
Jest dwukrotnym medalistą Pucharu Narodów Afryki (złoty medal 2013, brązowy medal 2019). Wraz z reprezentacją był uczestnikiem dwóch turniejów o Mistrzostwo Świata (2014, 2018).

## Sukcesy

### Klubowe
CSKA Moskwa
- Primjer-Liga: 2012–13, 2013–14, 2015–16
- Puchar Rosji: 2012–13
- Superpuchar Rosji: 2013, 2014

Al-Nassr
- Saudi Professional League: 2018–19
- Superpuchar Arabii Saudyjskiej: 2019

### Reprezentacyjne
Nigeria U20
- Młodzieżowe Mistrzostwa Afryki: 2011

Nigeria
- Pucharu Narodów Afryki: 2013
- Brązowy medal Pucharu Narodów Afryki: 2019

### Indywidualne
- Król strzelców Nigeria Premier League: 2009–10
- Król strzelców Pucharu Rosji: 2012–13